# Expédition de Khalid ibn al-Walid (2eme Dumatul Jandal)
Pour les articles homonymes, voir Expédition de Khalid ibn al-Walid.
Expédition de Khalid ibn al-Walid à Dumatul Jandal, pour démolir l’idole païenne Wadd, se déroula en avril 631 AD,.
C’était la 2e fois Khalid fut envoyé pour une campagne militaire à Dumatul Jandal. Il fut également envoyé à Dumatul Jandal en mars 631 dans le but d’attaquer le prince Chrétien qui contrôlait la localité,,,.